# Кипс
Кипс (њем. Küps) град је у њемачкој савезној држави Баварска. Једно је од 18 општинских средишта округа Кронах. Према процјени из 2010. у граду је живјело 8.023 становника. Посједује регионалну шифру (AGS) 9476146.

## Географски и демографски подаци
Кипс се налази у савезној држави Баварска у округу Кронах. Град се налази на надморској висини од 299 метара. Површина општине износи 35,6 km². У самом граду је, према процјени из 2010. године, живјело 8.023 становника. Просјечна густина становништва износи 225 становника/km².

## Међународна сарадња
| Мјесто | Држава    | Врста сарадње | Од    |
| ------ | --------- | ------------- | ----- |
|        | Француска | пријатељство  | 2000. |
| Извор  |           |               |       |